# Wendlingen am Neckar
Wendlingen am Neckar – miasto w Niemczech, w kraju związkowym Badenia-Wirtembergia, w rejencji Stuttgart, w regionie Stuttgart, w powiecie Esslingen, siedziba wspólnoty administracyjnej Kirchheim unter Teck. Leży nad Neckarem, ok. 10 km na południowy wschód od Esslingen am Neckar, przy autostradzie A8 i drodze krajowej B313.
11 marca 2009 doszło w mieście do masakry. 17-letni uczeń zastrzelił najpierw w Winnenden a następnie w Wendlingen am Neckar 15 osób, po czym popełnił samobójstwo.

## Współpraca
Miejscowości partnerskie:
- Dorog, Węgry
- Millstatt am See, Austria
- Saint-Leu-la-Forêt, Francja